# Negrilești (Vrancea)
Negrileşti é uma comuna romena localizada no distrito de Vrancea, na região de Moldávia. A comuna possui uma área de 34.64 km² e sua população era de 1832 habitantes segundo o censo de 2007.